# Predice
Predice (špansko Las Hilanderas) je slika španskega slikarja Diega Velázqueza v Muzeju Prado v Madridu v Španiji. Znana je tudi pod naslovom Tkalke iz Arahninega mita. Večina učenjakov meni, da je umetnikovo pozno delo iz let 1657–58, nekateri pa trdijo, da je bilo narejeno ok. 1644–48. Velázquezov učenjak Jonathan Brown piše, da sta Las Hilanderas in Las meninas nedvomno Velázquezovi »dve največji sliki... [T] sta največji, najbolj zapleteni kompoziciji, narejeni med letoma 1640 in 1660, obdobjem, v katerem je Velázquez slikal večinoma portrete posameznih figur.«
Tradicionalno je veljalo, da slika prikazuje delavke v delavnici tapiserij Santa Isabel. Leta 1948 pa je Diego Angula opazil, da ikonografija nakazuje Ovidovo Basen o Arahni, zgodbo o smrtnici Arahni, ki si je upala izzvati boginjo Ateno na tekmovanju v tkanju in ko jo je na tekmovanju premagala, jo je ljubosumna boginja spremenila v pajka. To je zdaj splošno sprejeto kot pravilna razlaga slike.
Naslikana je bila za don Pedra de Arceja, lovca kralja Filipa IV.. V špansko kraljevo zbirko je vstopila v 18. stoletju in je bila verjetno poškodovana zaradi požara v kraljevem Alcazarju v Madridu leta 1734. Dodani so bili novi deli ob straneh (skupaj 37 cm) in več kot 50 cm do vrha platna. Slika ostaja v povečani velikosti, vendar je trenutno (novembra 2013) prikazana za zaslonom z okvirjem, dodanim čez odrezan del, ki razkriva samo izvirne dimenzije.
Slogovni elementi, kot so lahkotnost, varčna poraba barve in jasen vpliv italijanskega baroka, so večino učenjakov privedli do trditve, da je bila naslikana v letih 1657–58. Drugi jo postavljajo med 1644–48, morda zato, ker nekateri vidiki njegove oblike in vsebine spominjajo na bodegone, ki jih je Velázquez naslikal v svoji zgodnji karieri.
V Predicah je Velázquez razvil večplastno kompozicijo, pristop, ki ga je pogosto uporabljal v svojih prejšnjih bodegonih, kot je Kuhinjski prizor s Kristusom v hiši Marte in Marije. V ospredju je tekmovanje. Boginja Atena, preoblečena v starko, je na levi, Arahna, v belem topu, obrnjenem stran od gledalca, pa na desni. Pomagajo jima trije pomočniki. V ozadju dvignjena ploščad (morda oder) prikazuje dokončane tapiserije. Ena, ki jo vidimo, je Arahnina, ki prikazuje Ugrabitev Evrope — še en grški mit. To je pravzaprav kopija Tizianove slike tega predmeta, ki je bila v španski kraljevi zbirki.
Sliko so razlagali kot alegorijo umetnosti in celo kot komentar obsega ustvarjalnih prizadevanj, pri čemer je likovno umetnost predstavljala boginja, obrti pa Arahna. Drugi menijo, da je bilo Velázquezovo sporočilo preprosto to, da je za ustvarjanje velikih umetnin potrebna velika ustvarjalnost in trdo tehnično delo. Drugi učenjaki so v delo prebrali politične alegorije in ga interpretirali skozi popularno kulturo.

## Zunanje povzave
- "Enslaved sovereign": aesthetics of power in Foucault, Velazquez and Ovid. Article by Sira Dambe, Journal of Literary Studies, December 1, 2006
- Spanish Culture Official Website in English
- Velázquez , exhibition catalog from The Metropolitan Museum of Art (fully available online